# Chenecey
Ancienne commune du Doubs, Chenecey a fusionné avec Buillon en 1822 pour former la nouvelle commune de Chenecey-Buillon.
Chenecey était le siège d'une seigneurie qui appartenait à la famille de Pillot